# یواس‌اس کامینگز (دی‌دی-۴۴)
یواس‌اس کامینگز (دی‌دی-۴۴) (به انگلیسی: USS Cummings (DD-44)) یک کشتی بود که طول آن ۳۰۵ فوت ۳ اینچ (۹۳٫۰۴ متر) بود. این کشتی در سال ۱۹۱۳ ساخته شد.